# Rhytidoponera scaberrima
Rhytidoponera scaberrima är en myrart som först beskrevs av Carlo Emery 1895.  Rhytidoponera scaberrima ingår i släktet Rhytidoponera och familjen myror. Inga underarter finns listade i Catalogue of Life.